# Efoulan
Pour les articles homonymes, voir Efoulan (homonymie).
Efoulan est une commune du Cameroun située dans la région du Sud et le département de la Mvila.

## Géographie
La localité d'Efoulan est située sur la route provinciale P10 à 31 km à l'ouest du chef-lieu départemental Ebolowa. La commune s'étend sur 811,2 km2 au nord-ouest d'Ebolowa.

## Histoire
La commune est créée en avril 2007 par démembrement de la commune d'Ebolowa.

## Population
Lors du recensement de 2005, la commune comptait 8 905 habitants. Le plan communal de développement publié en juillet 2011, relève une population communale de 25 000 habitants dont 1 095 pour l'espace urbain du village chef-lieu communal.

## Villages et campements
La commune s'étend sur 37 villages et 2 campements Bagyéli, elle est constituée de quatre groupements :
- Groupement Mekoto-Jaman I : Akom, Ngalan II, Mvila-Yevol, Mbong, Ndjantom, Mintom, Nko'Adjap.
- Groupement Mekoto-Jaman II : Aloum-Yemveng, Tchangue, Mebem, Ngat, Efoulane, Minkane, Angbwek, Minto, Mimbomingal.
- Groupement Mekoto-Jaman III : Nyazo'o, Bongolo, Mengale, Mebande, Ondong-Adjap, Bikouba, Melangue-Biyeng, Elone.
- Groupement Ngonebok : Abo’Ontomba Ngonebok, Binyima, Adjap-Essawo, Melane, Mfala, Ma’Anemeyin, Koungoulou-Essawo, Nko’o-Ekosik, Mekok, Ebom, Mekalat-Essawo, Engomba, Nkoutou, Kalate-Aba’a, Abo’o Ontomba

- Akom Yevol
- Abo'o Ntomba
- Adjap-Essawo
- Aloum-Yemveng
- Angbwek
- Bikouba
- Binyina
- Bongolo
- Ebom Essawo
- Efoulane
- Elone
- Engomba
- Kalate-Aba'a
- Koungoulou-Essawo
- Ma'amenyin-Essawo
- Mbong
- Mebandé
- Mebem
- Mekalat-Essawo
- Mekok
- Melane
- Melangue Biyeng
- Mengalé
- Mengalé
- Mfala
- Mimbomingal
- Minkane
- Mintom
- Mvila Yevol
- Ndjantom
- Ngalane II
- Ngat
- Ngonebok
- Nko'adjap
- Nko'ekouk
- Nkoutou
- Nyazo'o
- Ondong-Adjap
- Tchangue

## Personnalités liées à la commune
- Marthe Ekemeyong Moumié, femme de lettres et militante, née à Ebom Essawo en 1931